# Laura More
Laura More (Madrid, 11 de mayo de 1985) es una actriz española.

## Actriz

### Cine
- El regreso de Elías Urquijo (2014)
- La notte eterna del coniglio (RAI Cinema)
- La cripta, el último secreto (2020)

### Series
- Luna negra (2003-2004), como Pilar
- Obsesión (2005), como Sofía
- Al filo de la ley (2005), capítulo "El sexo de los abogados".
- Los simuladores (2006), capítulos "Segunda Oportunidad/Impotente" y "Mujer guapa"
- Génesis: En la mente del asesino (2007), capítulo "Alta seguridad", como Eva
- C.L.A. No somos ángeles (2007), como Raquel Noriega
- Hospital Central (2009), capítulo "Juan 7,34"
- Sexo en Chueca.com (2010), como Claudia

### Cortometrajes
- El hombre que no mató a Liberty Valance, de Antonio de Prada (2005)